# Conference League National 2004-2005
La Conference League National 2004-2005, conosciuta anche con il nome di Nationwide Conference per motivi di sponsorizzazione, è stata la 26ª edizione del campionato inglese di calcio di quinta divisione.

## Squadre partecipanti
| Squadra                           | Città                | Stagione precedente                                     |
| --------------------------------- | -------------------- | ------------------------------------------------------- |
| Accrington Stanley                | Accrington           | 10º posto in Conference League                          |
| Aldershot Town                    | Aldershot            | 5º posto in Conference League                           |
| Barnet                            | Londra (High Barnet) | 4º posto in Conference League                           |
| Burton Albion                     | Burton upon Trent    | 14º posto in Conference League                          |
| Dagenham & Redbridge              | Londra (Dagenham)    | 13º posto in Conference League                          |
| Canvey Island                     | Canvey Island        | 1º posto in Isthmian League Premier Division, promosso  |
| Carlisle United                   | Carlisle             | 23º posto in Football League Third Division, retrocesso |
| Crawley Town                      | Crawley              | 1º posto in Southern League Premier Division, promosso  |
| Exeter City                       | Exeter               | 6º posto in Conference League                           |
| Farnborough Town                  | Farnborough          | 20º posto in Conference League                          |
| Forest Green Rovers               | Nailsworth           | 18º posto in Conference League                          |
| Gravesend & Northfleet            | Northfleet           | 11º posto in Conference League                          |
| Halifax Town                      | Halifax              | 19º posto in Conference League                          |
| Hereford United                   | Hereford             | 2º posto in Conference League                           |
| Leigh Railway Mechanics Institute | Leigh                | 21º posto in Conference League                          |
| Morecambe                         | Morecambe            | 7º posto in Conference League                           |
| Northwich Victoria                | Northwich            | 22º posto in Conference League                          |
| Scarborough                       | Scarborough          | 15º posto in Conference League                          |
| Stevenage Borough                 | Stevenage            | 8º posto in Conference League                           |
| Tamworth                          | Tamworth             | 17º posto in Conference League                          |
| Woking                            | Woking               | 9º posto in Conference League                           |
| York City                         | York                 | 23º posto in Football League Third Division, retrocesso |

## Classifica finale
|  | Pos. | Squadra                  | Pt | G  | V  | N  | P  | GF | GS | DR  |
|  | ---- | ------------------------ | -- | -- | -- | -- | -- | -- | -- | --- |
|  | 1    | Barnet                   | 86 | 42 | 26 | 8  | 8  | 90 | 44 | +46 |
|  | 2    | Hereford Utd             | 74 | 42 | 21 | 11 | 10 | 68 | 41 | +27 |
|  | 3    | Carlisle Utd             | 73 | 42 | 20 | 13 | 8  | 74 | 37 | +37 |
|  | 4    | Aldershot Town           | 73 | 42 | 21 | 10 | 11 | 68 | 52 | +16 |
|  | 5    | Stevenage                | 72 | 42 | 22 | 6  | 14 | 65 | 52 | +13 |
|  | 6    | Exeter City              | 71 | 42 | 20 | 11 | 11 | 71 | 50 | +21 |
|  | 7    | Morecambe                | 71 | 42 | 19 | 14 | 9  | 69 | 50 | +19 |
|  | 8    | Woking                   | 68 | 42 | 18 | 14 | 10 | 58 | 45 | +13 |
|  | 9    | Halifax Town             | 66 | 42 | 19 | 9  | 14 | 74 | 56 | +18 |
|  | 10   | Accrington Stanley       | 65 | 42 | 18 | 11 | 13 | 72 | 58 | +14 |
|  | 11   | Dag & Red                | 65 | 42 | 19 | 8  | 15 | 68 | 60 | +8  |
|  | 12   | Crawley Town             | 57 | 42 | 16 | 9  | 17 | 50 | 50 | 0   |
|  | 13   | Scarborough              | 56 | 42 | 14 | 14 | 14 | 60 | 46 | +14 |
|  | 14   | Gravesend & Northfleet   | 50 | 42 | 13 | 11 | 18 | 58 | 64 | -6  |
|  | 15   | Tamworth (-3)            | 50 | 42 | 14 | 11 | 17 | 53 | 63 | -10 |
|  | 16   | Burton Albion            | 50 | 42 | 13 | 11 | 18 | 50 | 66 | -16 |
|  | 17   | York City                | 43 | 42 | 11 | 10 | 21 | 39 | 66 | -27 |
|  | 18   | Canvey Island            | 42 | 42 | 9  | 15 | 8  | 53 | 65 | -12 |
|  | 19   | Northwich Victoria (-10) | 42 | 42 | 14 | 10 | 18 | 58 | 72 | -24 |
|  | 20   | Forest Green             | 33 | 42 | 6  | 15 | 21 | 41 | 81 | -40 |
|  | 21   | Farnborough Town         | 29 | 42 | 6  | 11 | 25 | 35 | 89 | -54 |
|  | 22   | Leigh                    | 18 | 42 | 4  | 6  | 32 | 37 | 98 | -61 |

Legenda:
      Promosso in Football League Two 2005-2006.
  Ammesso ai play-off.
      Retrocesso in Conference League North 2005-2006.
      Retrocesso in Conference League South 2005-2006.
Regolamento:
Tre punti a vittoria, uno a pareggio, zero a sconfitta.
In caso di arrivo di due o più squadre a pari punti, la graduatoria viene stilata secondo i seguenti criteri:
- differenza reti
- maggior numero di gol segnati

Note:

Il Northwich Victoria, sottoposto ad amministrazione finanziaria, è stato retrocesso in Conference League North 2005-2006.
Forest Green Rovers inizialmente retrocesso e successivamente riammesso in Conference League National 2005-2006 al posto del Northwich Victoria.
Penalizzazioni:

Il Tamworth è stato sanzionato con 3 punti di penalizzazione.
Il Northwich Victoria è stato sanzionato con 10 punti di penalizzazione.

## Spareggi

### Play-off

#### Tabellone
|  | Semifinali | Semifinali           | Semifinali | Semifinali | Semifinali |  |  | Finale       | Finale       | Finale |  |
|  |            |                      |            |            |            |  |  |              |              |        |  |
|  | 5          | Stevenage            | 1          | 1          | 2          |  |  |              |              |        |  |
|  | 2          | Hereford Utd         | 1          | 0          | 1          |  |  | Stevenage    | Stevenage    | 0      |  |
|  | 4          | Aldershot Town (dtr) | 1          | 1          | 2 (5)      |  |  | Carlisle Utd | Carlisle Utd | 1      |  |
|  | 3          | Carlisle Utd         | 0          | 2          | 2 (4)      |  |  |              |              |        |  |

#### Semifinali
|                   | Risultati     |                   | Luogo     |
| ----------------- | ------------- | ----------------- | --------- |
| Stevenage Borough | 1-1           | Hereford United   | Stevenage |
| Hereford United   | 0-1           | Stevenage Borough | Hereford  |
|                   |               |                   |           |
| Aldershot Town    | 1-0           | Carlisle United   | Aldershot |
| Carlisle United   | 2-0 (5-4 dcr) | Aldershot Town    | Carlisle  |
|                   |               |                   |           |

#### Finale
|                 | Risultati |                   | Luogo          |
| --------------- | --------- | ----------------- | -------------- |
| Carlisle United | 1-0       | Stevenage Borough | Stoke on Trent |
|                 |           |                   |                |